# Альгранж
Альгранж (фр. Algrange) — коммуна на северо-востоке Франции в регионе Гранд-Эст (бывший Эльзас — Шампань — Арденны — Лотарингия), департамент Мозель, округ Тьонвиль, кантон Альгранж.

## Географическое положение
Коммуна расположена на расстоянии около 280 км на восток от Парижа и в 30 км южнее Меца.
Площадь коммуны — 6,96 км², население — 6326 человек (2006) с тенденцией к стабилизации: 6297 человек (2013), плотность населения — 904,7 чел/км². Ранее входила в состав Лотарингии.

## Население
Численность населения коммуны в 2008 году составляла 6360 человек, в 2012 году — 6381 человек, а в 2013-м — 6297 человек.
| 1962 | 1968 | 1975 | 1982 | 1990 | 1999 | 2006 | 2008 | 2012 | 2013 |
| ---- | ---- | ---- | ---- | ---- | ---- | ---- | ---- | ---- | ---- |
| 9163 | 8658 | 7658 | 6767 | 6325 | 6198 | 6326 | 6360 | 6381 | 6297 |

Динамика населения:

## Экономика
В 2010 году из 4062 человек трудоспособного возраста (от 15 до 64 лет) 2909 были экономически активными, 1153 — неактивными (показатель активности 71,6 %, в 1999 году — 63,0 %). Из 2909 активных трудоспособных жителей работали 2574 человека (1415 мужчин и 1159 женщин), 335 числились безработными (153 мужчины и 182 женщины). Среди 1153 трудоспособных неактивных граждан 332 были учениками либо студентами, 305 — пенсионерами, а ещё 516 — были неактивны в силу других причин.

## Достопримечательности (фотогалерея)
- Восстановленный протестантский храм
- Часовня святого Антония Падуанского
- Новоапостольская церковь